# مانفريد شتاركه
مانفريد شتاركه (بالألمانية: Manfred Starke)‏ هو لاعب كرة قدم ألماني، ولد في 21 فبراير 1991 في ويندهوك في ناميبيا. شارك مع منتخب ناميبيا لكرة القدم. أما مع النوادي، فقد لعب مع كارل زايس يينا وهانزا روستوك.

## وصلات خارجية
- مانفريد شتاركه على موقع قاعدة بيانات كرة القدم.إي يو (الإنجليزية)
- مانفريد شتاركه على موقع بيانات كرة القدم. دي إي (الألمانية)
- مانفريد شتاركه على موقع ناشيونال فوتبول تيمز (الإنجليزية)
- مانفريد شتاركه على موقع Soccerway.com (الإنجليزية)
- مانفريد شتاركه على موقع عالم كرة القدم.نت (الإنجليزية)